# 解釈学
解釈学（かいしゃくがく、英：hermeneutics　仏：herméneutique　独：Hermeneutik）は、様々なテクストを解釈する文献学的な技法の理論、あるいは「解釈する」「理解する」「読む」という事柄に関する体系的な理論、哲学のことである。
現代の解釈学的哲学の代表的人物としてはヴィルヘルム・ディルタイ、マルティン・ハイデガー、ガダマー、ポール・リクールなどがいる。ドナルド・デイヴィッドソンやミシェル・フーコーが含められることもある。現代思想における解釈学は、存在論、現象学、言語哲学、精神分析学、物語論、隠喩論、歴史学等の分野と関連を有している。

## 概要
「Hermeneutik」「herméneutique」は、ギリシア語のερμηνευτική [τέχνη]に由来する。ギリシア神話の中で神々の意志を人間に伝える神々の伝令役、ヘルメースの名から採られたもので、わからせる、理解させるという動詞を意味し、これから解釈・説明する、表現する、翻訳するという意味が派生し、元々はテキスト理解の技術として生まれたものであった。
特に現代では後者の意味として、すなわち近現代の西洋哲学における「解釈」することに関する理論、方法などを吟味する哲学の一つの重要な分野として、認識されていることが多い。ここでは「解釈する」とは、直接には「理解不可能な言葉や事柄を、間接的ないし媒介的に、理解可能な形に表現して伝達する」といった意味である。

## 歴史（古代〜近世）

### 古代
解釈学の源流は、古代ギリシア時代のヘルメーネウティケーに由来し、デルフォイの神託や占いあるいは夢を解釈する術にまで遡ることができる。テクストに対する解釈の技法の理論としても紀元前8世紀頃のホメロスの詩句の解釈から既に始まっているとされる。
アリストテレスの論理学著作群『オルガノン』内の一書である『命題論』も、原題は『解釈について』（希: Περὶ Ἑρμηνείας (Peri Hermeneias)）である。

### 中世
解釈学の発展は中世の神学に始まる。解釈学の対象となったテクストには、神の言葉を記した旧約聖書、新約聖書や、古代ギリシアの文学や哲学の文献、ローマの法典など様々なものがあったが、西洋の知的伝統において、その時代において解釈の必要性があり、解釈に値する文献が存在する場合には、それに応じて、様々な分野のテクストの解釈が採り入れられてきた。中世のスコラ哲学においては、アリストテレスに代表されるギリシア古典文献の内容を解釈し、聖書と矛盾しない形で結合できるかという問題が重大な問題となった。トマス・アクィナスは、キリスト教的な神中心主義とギリシア的人間中心主義のトマス的統合を成し遂げたと評価される。
11世紀、イタリアで古代ローマの法律文献『学説彙纂』の写本が再発見されると、ボローニャの法学校を中心に法解釈学を研究する集団が現れ、やがてヨーロッパ最初の大学の一つへと発展していった。中世ローマ法学の祖となったのはイルネリウス（Irnerius）であり、難解な用語を研究し、写本の行間に注釈を書いたり (glossa interlinearis) 、欄外に注釈を書いたり (glossa marginalis) したことから註釈学派と呼ばれた。ボローニャ大学でローマ法を教えられた学生達は、皆ラテン語を共通言語に、後にパリ大学、オクスフォード大学、ケンブリッジ大学などでローマ法を広め、法解釈学は専門化・技術化し発展していった。

### 近世
17世紀頃から、聖書解釈を行う神学的解釈学、法律の解釈を行う法学的解釈学、古典文献の解釈を行う文献学的解釈などこれら「特殊解釈学」を統合してあらゆるテクストに適用できる解釈の理論・規則を体系化する「一般解釈学」(独：allgemeine Hermeneutik)の動きが構築された。「解釈学」という言葉が造られたのはこの頃であるが、この時点でもあくまで「文献学や法学の予備学」として考えられていた。

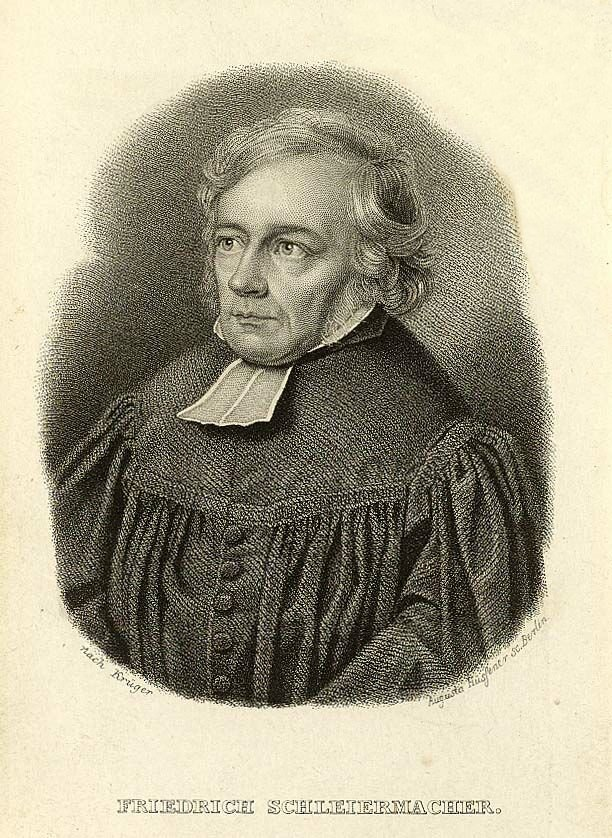
シュライアマハー

19世紀前半、神学者・哲学者のフリードリヒ・シュライアマハーによって、体系的な一つの学問分野としてその地位が高められた。当時、文献学における解釈の対象はギリシア・ローマの古典に限られ、「古代ギリシア・ローマ時代の作家の思想を、後の時代に生きている者が理解できるのは、二つの時代をつなぐ共通の「精神」があるからであり、文献学的教養を積むことによって二つの時代の異質な言説の差異は解消される」とされていた。シュライエルマハーは、このような限定的な技術的態度を批判し、「解釈学の対象は古典作品に限らず、ひろく日常的な会話までを含むもの」とした上で、「語る者と受け取る者の基本的な関係は精神ではなく、「言語」であり、その基本条件をなす規則を相互の完全な連関を含む形で抽出するのが解釈学の一般理論である」とした。そして、「言語は、ある時代のある語り手の言説の「文法的側面」のみならず、その語り手の個性さえを踏まえた心理過程を経て言説が表現されるという「心理的側面」の二つの側面を有するから、解釈もその二つの側面に即してなされるべきである」とした上で、直接に理解されるべき対象に向かってその個性を捉える「予見法」と理解されるべき対象を含む大きな普遍を設定し、そのなかで同じ普遍に属する他の対象と比較して理解されるべき対象の個性を探ろうとする「比較法」を用いて、その二つの方法の連続した循環の中から文体と作家の個性のそれぞれに二つの方向から肉薄することによって豊かな発展的理解の可能性見出そうとしたのである。

## 解釈学的哲学（現代）
今日では通例、狭義には、ディルタイ以降の現代の解釈学的哲学のことを「解釈学」と呼んでいる。フッサールの現象学とも関わりが深く、解釈学的現象学とも呼ばれることがある。

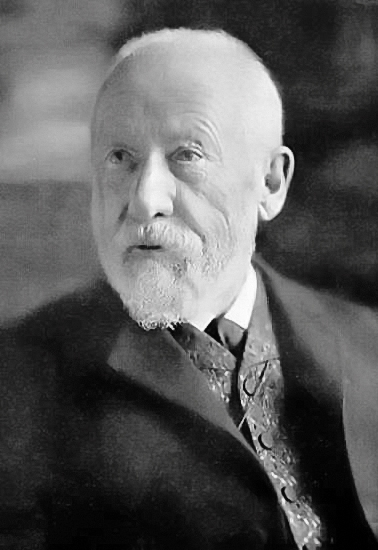
ディルタイ

ヴィルヘルム・ディルタイは、歴史主義の影響の下、自然科学と解釈学（精神科学、今日でいうところの人文科学）を対置させている。自然科学は原因（例えば、人間の死の原因を説明するように）を問うが、精神科学はより包括的な意味で、何ものか（例えば、死とは何だろう、私はどのように死とかかわるのだろうか）を問うのだ、という。
伝記的研究書『シュライアマハーの生涯』でディルタイは、シュライアマハーの一般的解釈学を単なる言語的所産を超えて、その背後にある歴史・文化、人間の生の表現を対象とする精神科学の基礎理論に昇華させた。

## ハイデガー
マルティン・ハイデガーは、テクスト解釈の技法としてテクストにおける全体と部分の関係において理解されていた解釈学的循環を、実存論的に定式化し直した。
主著『存在と時間』でハイデガーは解釈学を、シュライエルマハーにおける理解の理論でもなく、ディルタイにおける精神科学の方法論でもなく、現存在の存在を解明することとして、哲学そのものであるような哲学的問題の一つにまで高めた。
ハイデガーによれば、人間はいかに漠然とした形であれ、世界や存在を「理解する」という仕方で存在しているのである(世界内存在)。現存在の全構造は何らか予め理解されている。その明示的ないし暗黙的な先行理解から出発して、現存在の存在理解を解釈することが先行理解と解釈の循環のうちに正しく入ることであるとするのである。

## ガダマー

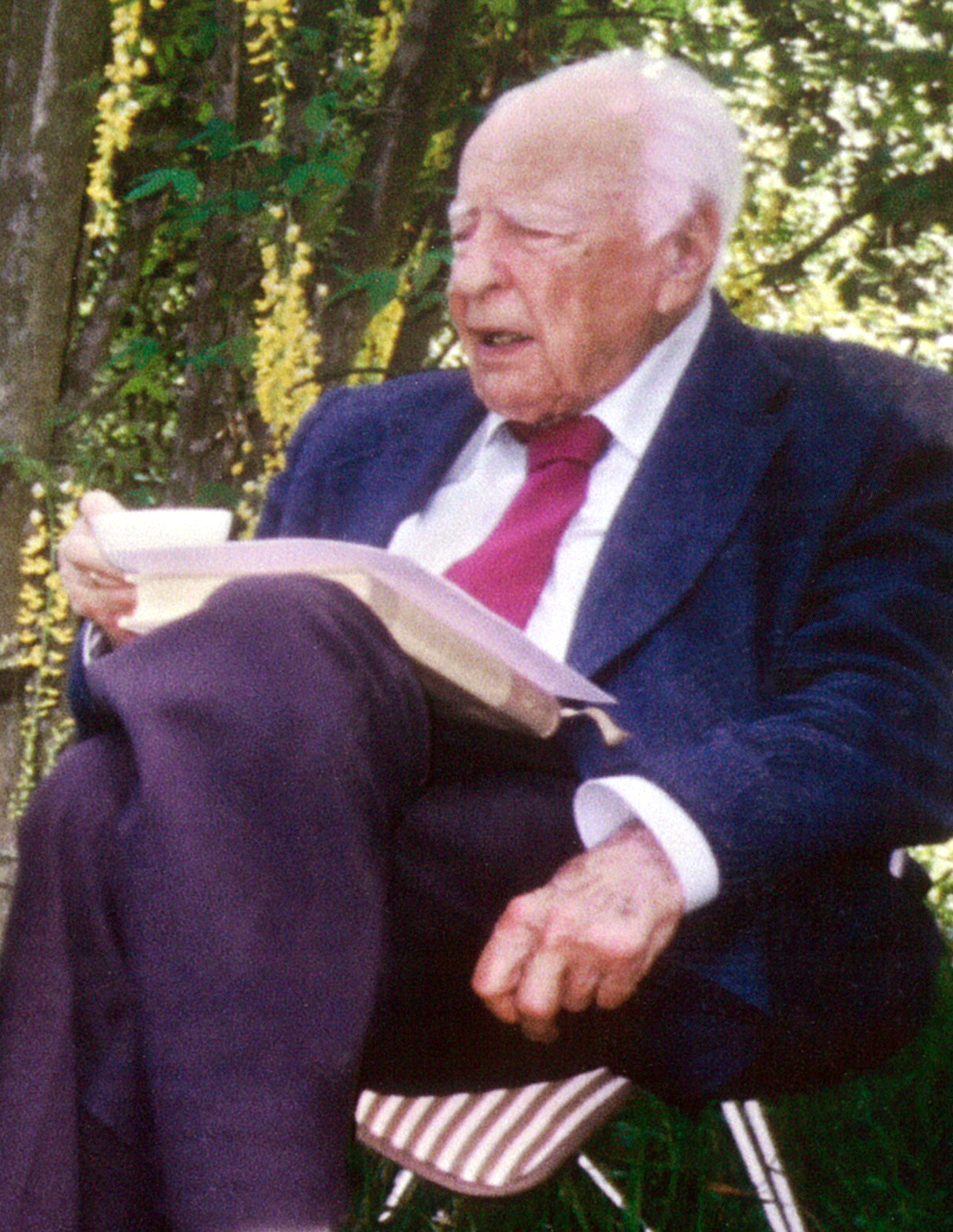
ガダマー

ハンス・ゲオルク・ガダマーは、ハイデガーの影響を受けつつ、シュライアマハーとディルタイの解釈学を「ロマン主義的解釈学」であると批判したが、彼は解釈学を普遍的に世界解釈（独：Weltdeutung）として理解している。
ガダマーは主著である『真理と方法』のなかで、彼の言う「影響作用史的意識」において過去の真理を認識することを、過去と現在の間の「地平融合」であるとした。

## リクール

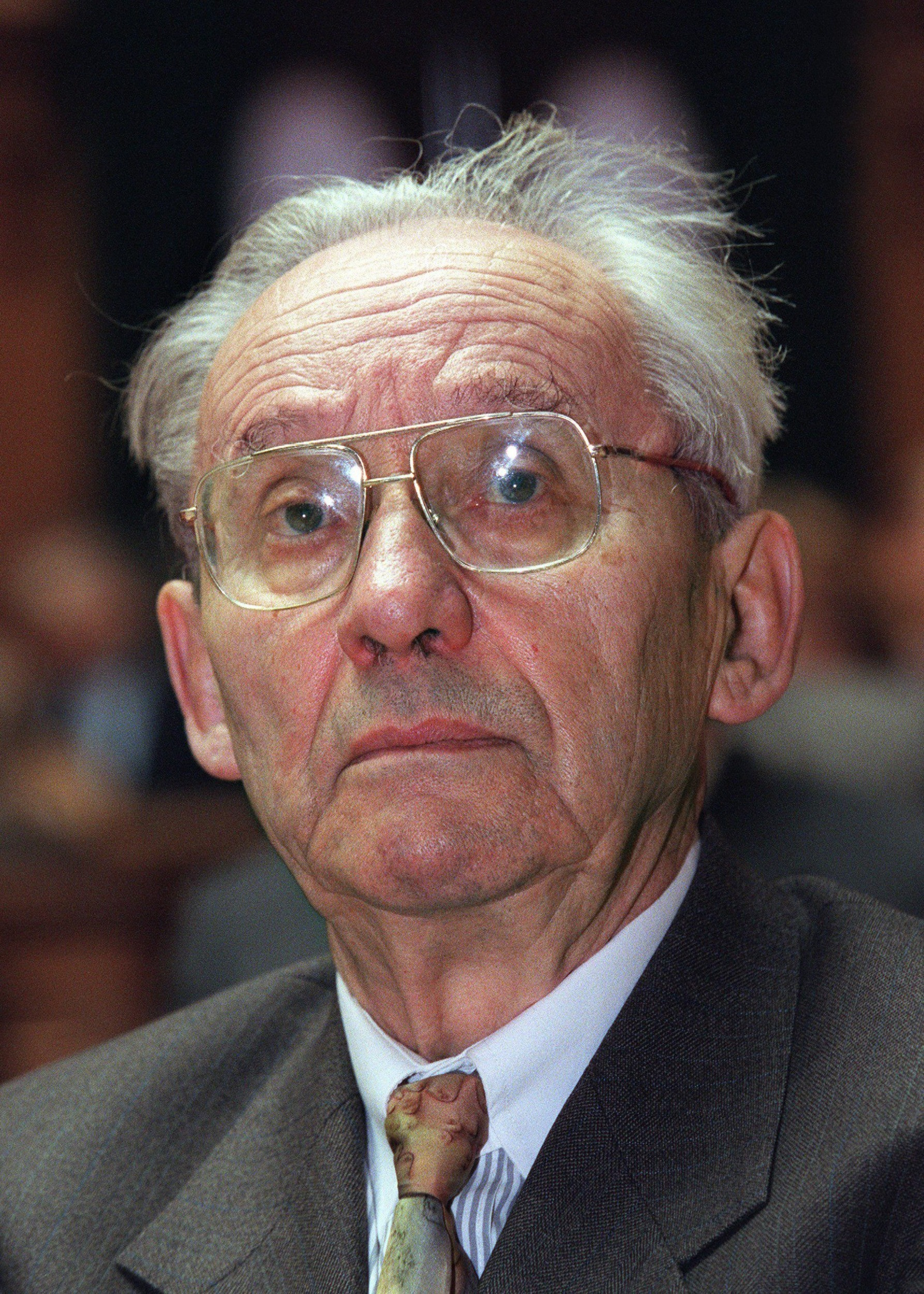
リクール

ポール・リクールは、ガダマーの解釈学は伝統という事柄に依拠しすぎていると批判し、よりテクストそのものに定位した、テクストの解釈学、物語の解釈学を『時間と物語』『テクストから行為へ』等において提案した。
リクールは歴史学のアナール学派の仕事を吸収し、特に最後の主著『記憶、歴史、忘却』において、歴史記述やアウシュヴィッツについての歴史修正主義の言説をめぐって解釈学的な考察を展開した。
このように、解釈学は現在も哲学の重要な一潮流として影響を与え続けている。

## 応用領域

### 神学
神学では解釈学は、聖書解釈に際して用いられる。解釈学は、聖書の理解を対象とするわけである。ここで議論の対象となるのは、例を挙げれば、聖書の解釈学は、そもそもどこまで一般的な解釈学の特殊なケースとして理解できるかといったことである。

### 法学
法律の条文の適用と解釈を巡って問題提起を行う法解釈学がある。ここでは、判決は法を文字通り理解したものでなくてはならないのだろうか、それとも、その意味を類推するということも許されるのだろうかという問題がある。

### 社会科学
社会科学においては、「主観的な解釈学」と「客観的な解釈学」に区別される。前者が「感情移入的な理解」、つまりある人間の個人的な状況の中に入っていく（共感と呼んでもよいのだが）のに対して、後者はある行為もしくは状況の、動いていく動機や意図を理解しようとする。このことは、とりわけ、ある状況や出来事の文脈の中の特徴を取り出してそれを解釈する中で生じてくる。客観的な解釈学は、また社会学の質的研究の方法も提示しようとする。